# Baryssinus modestus
Baryssinus modestus es una especie de escarabajo longicornio del género Baryssinus, tribu Acanthocinini, subfamilia Lamiinae. Fue descrita científicamente por Monné en 1985.
El período de vuelo de la especie se presenta durante los meses de agosto, octubre y noviembre.

## Descripción
Mide 7-8,5 milímetros de longitud.

## Distribución
Se distribuye por Bolivia y Brasil.